# Perry Baker
Perry Baker (29 de junho de 1986) é um jogador de rugby sevens estadunidense.

## Carreira
Perry Baker integrou o elenco da Seleção Estados Unidos de Rugbi de Sevens, na Rio 2016, que foi 9º colocada.